# 連重遇
連重遇（？—945年2月14日），光山人，是五代十國時期閩國的武臣。闽康宗在位时任控鹤军使。939年，发动兵变推翻闽康宗。閩景宗在位時任阁门使。944年，與拱宸都指挥使朱文進发动兵变，杀死闽景宗，立朱文进为闽王，并誅殺長樂府內的所有閩國皇室。朱文进任命連重遇为“总六军”。945年，於建州自立的殷帝王延政擊敗朱、連二人的軍隊；2月14日，連重遇虽然严兵自卫，但仍然被南廊承旨林仁翰袭殺。